# یزدان (فرمانده)
ایزدگشنسپ که در منابع ایرانی پس از اسلام به یزدان شناخته شده‌ است، یکی از فرماندهان نظامی ایرانی در زمان شاهنشاه پیروز یکم ساسانی (حک. ۴۸۴–۴۵۹) بود. او تباری پارتی یا دیلمی داشت و به دلیل جنگ‌هایش در ارمنستان ساسانی در پی شورش وارتان مامیکونیان شناخته شده‌ است.